# 포터다운 FC
포터다운 FC(Portadown F.C.)는 북아일랜드에 있는 포터다운을 연고로 하는 프로 축구팀이다. 이 팀은 1888년에 창단되었으며, 현재 IFA 프리미어십에 출전하고 있다.